# ヴィアレッジョ駅
ヴィアレッジョ駅（伊: Stazione di Viareggio）は、 イタリア共和国ルッカ県ヴィアレッジョにある鉄道駅。ジェノヴァ、ピサ、フィレンツェを結ぶ鉄道路線の要衝で、ルッカ県を代表する鉄道駅である。

## 概要
ピサ、リヴォルノ、ローマを繋ぐ路線とラ・スペーツィア、ジェノヴァ、パルマ、ミラノ方面を繋ぐ路線という重要な幹線に位置し、さらにその二つの路線からルッカ、フィレンツェ、ガルファニャーナ方面への乗客にとっても利用されるためである。
実際ヴィアレッジョ＝ルッカ＝フィレンツェ線では始発駅となっている。
他にも駅は有名なヴェルシーリアの大部分からの利用者の受け皿となっている。州内列車や急行などの多くの列車、多数のインターシティーおよび一対のユーロスター・シティーが停車する。駅には列車の発着を随時参照できるモニターが多く設置されている。

## 鉄道データ
駅は10線が通っており、そのうち7つが旅客用に供されている。1番線は始発用に利用されていて、2番線では貨物列車が通過し、3番線ではピサ方面からの列車が通過、4番線ではピサ方面への直行列車、5番線と6番線はルッカからのヴィアレッジョ＝フィレンツェ線の終点、7番線と8番線はルッカへの始発となる。駅の4つのプラットホームは張り出した屋根に覆われていて、すべてが地下道によってつながっている。駅には切符売場の窓口や切符の自動販売機、警察官詰所、バール、バスおよびタクシー乗り場が設置してある。ピサ方向に約1km行ったところに貨物駅であるヴィアレッジョ・スカーロ駅があるが、今日では使用されていない。また、25km離れた所にガリレオ・ガリレイ国際空港がある。

## 施設
駅の設備は以下の通り:
- 切符売場
- バス路線始発
- 乗り換え用駐車場
- バール
- 地下道
- エスカレーター
- 売店
- トイレ

## その他の画像

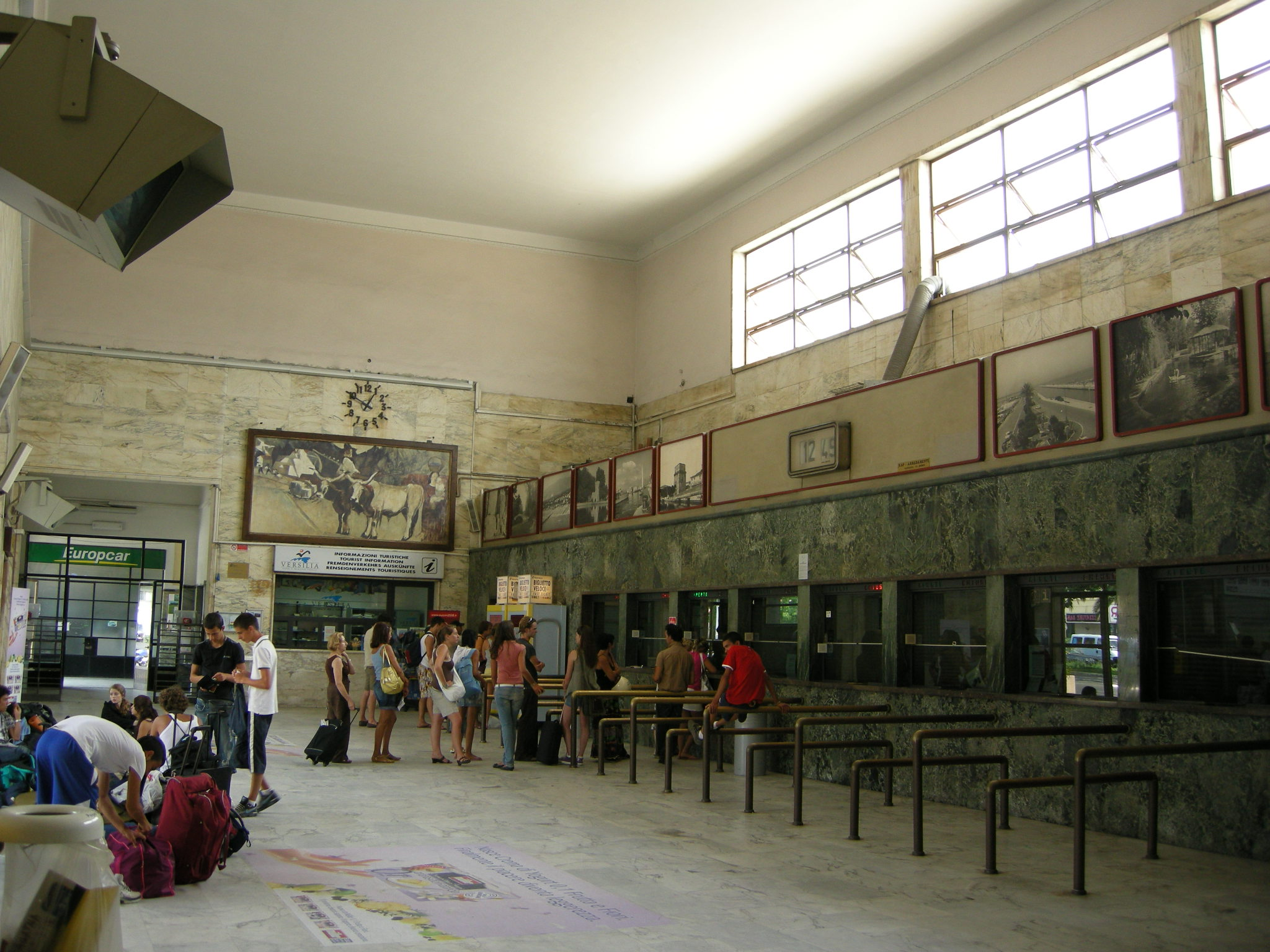
切符売場
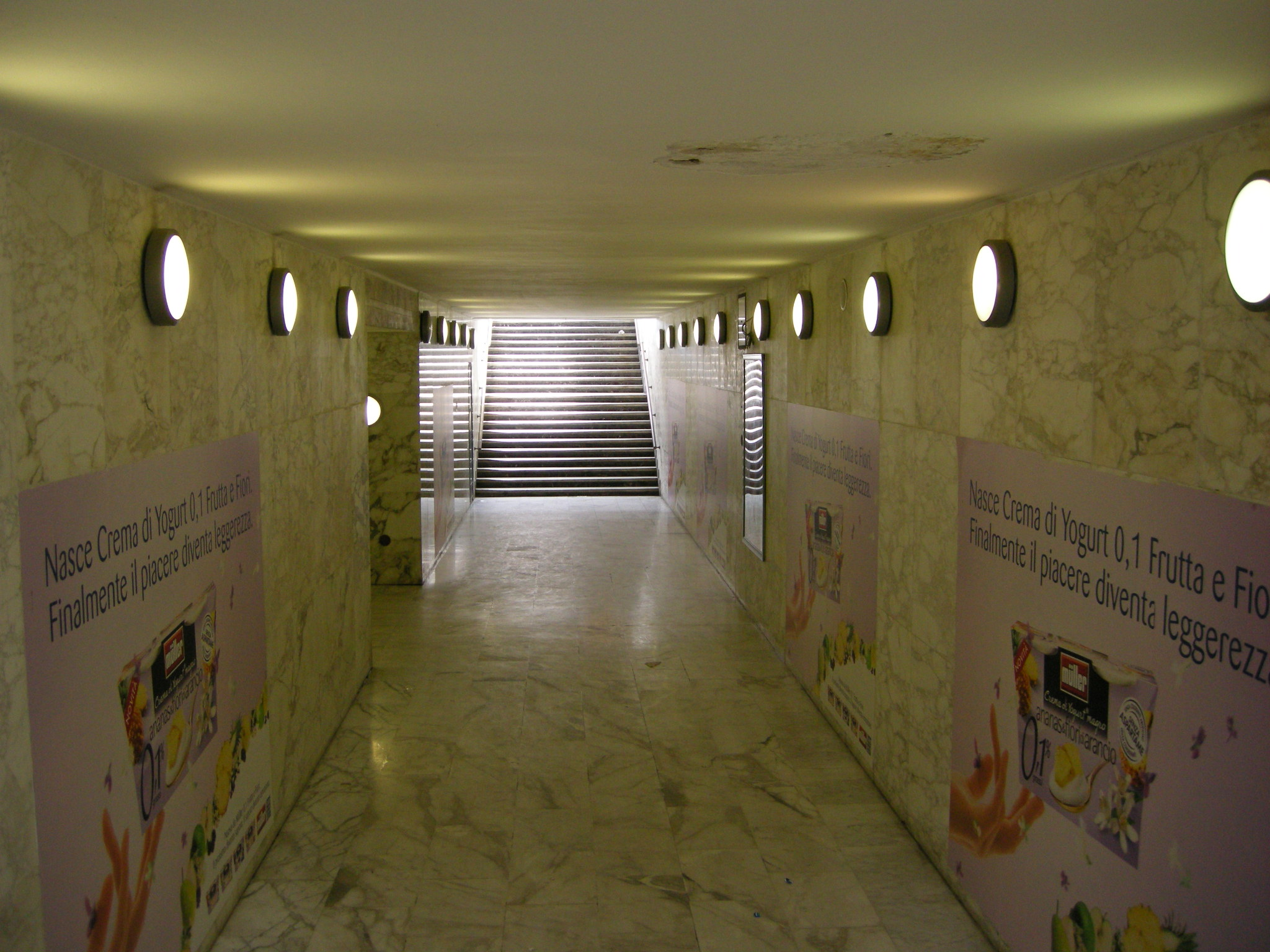
地下道